# Gąszczak rdzawy
Gąszczak rdzawy, krzakówka rdzawa (Atrichornis rufescens) – gatunek małego ptaka z rodziny gąszczaków (Atrichornithidae). Endemiczny dla południowo-wschodniej Australii. Zagrożony wyginięciem.

## Podgatunki i zasięg występowania
Wyróżnia się dwa podgatunki A. rufescens:
- A. r. rufescens – południowo-wschodni Queensland i północno-wschodnia Nowa Południowa Walia
- A. r. ferrieri – wschodnio-środkowa Nowa Południowa Walia

## Wygląd
Mierzy 17–19 cm i osiąga masę ciała 25 gramów. Maskujące ubarwienie. Samiec różni się od samicy jedynie czarną, trójkątną plamą na piersi i brzuchu. Grzbiet i ogon brunatne, gęsto, czarno prążkowane. Skrzydła ciemnobrązowe, czarno kropkowane i prążkowane. Spód ciała jasnobrązowy, żółty dziób i różowo-brązowe nogi.

## Biotop
Jego środowisko to wilgotne wąwozy i skarpy w lasach umiarkowanych i strefy podzwrotnikowej.

## Pożywienie
Zjada bezkręgowce zbierane z dna lasu. Przekopuje przy tym ściółkę, używając głowy jako szufli.

## Rozmnażanie
Kopulaste gniazdo z zeschłych traw jest budowane przez samicę blisko ziemi: w kępach turzyc albo w krzewiastych paprociach. Składa 2 jaja, które sama wysiaduje.

## Status
Międzynarodowa Unia Ochrony Przyrody (IUCN) od 2012 uznaje gąszczaka rdzawego za gatunek zagrożony (EN – endangered); wcześniej, od 2008 miał on status gatunku narażonego (VU – vulnerable), od 2000 był klasyfikowany jako gatunek bliski zagrożenia (NT – near threatened), a od 1994 jako gatunek narażony (VU). Szacuje się, że populacja tego ptaka liczy nie więcej niż 2500 par lęgowych, choć mogą to być dane zbyt optymistyczne. Trend liczebności populacji uznawany jest za spadkowy.